# MagmaCMS
Magma CMS je sistem za upravljanje sadržajem (CMS) za objavljivanje sadržaja na vebu i intranetu. Napisan je u programskom jeziku PHP tehnikom objektno-orijentisanog programiranja (OOP) sa višeslojnom arhitekturom ugnežđenih modula. Poseduje visok stepen bezbednosti, precizan sistem autorizacije, pregledno razvrstavanje i filtriranje sadržaja sa različitim setovima kriterijuma. Za skladištenje sadržaja koristi UTF-8 kodnu stranicu, što ga čini pogodnim za međunarodnu primenu.

## Instalacija
Kao većina drugih veb-aplikacija, Magma CMS se može pokrenuti na LAMP platformi. Iako standardno koristi MySQL bazu podataka, moguće je koristiti i druge relacione baze podataka.

## Jezgro
Osnovna instalacija Magma CMS-a poseduje mogućnosti koje su prihvaćene kao standard u modernim sistemima za upravljanje sadržajem. Neke od njih su:
- Administracija
- Registracija korisničkih naloga
- Menadžment korisničkih naloga
- Autorizacija i kontrola pristupa
- Modifikacija strukture stranica
- Menadžment članaka
- Menadžment slika sa automatskom promenom veličine
- Menadžment video klipova i dokumenata
- Višejezička podrška
- Jednostavna navigacija
- Fleksibilna struktura sajta
- Sistem keširanja
- Klasifikacija sadržaja po više različitih kriterijuma
- Filtriranje i sortiranje sadržaja
- Međupovezivanje članaka, tagovanje
- Alati za SEO

## Primena
Magma CMS se može koristiti za izradu različitih tipova veb-sajtova, veb-portala, kao platforma za blogovanje ili veb-zajednicu. Brz je, što ga čini pogodnim za izradu veb-portala sa velikim brojem poseta. U Magma CMS je integrisan veći broj poslovnih i komercijalnih aplikacija.

## Moduli
Korisnicima je dostupan veći broj modula koji zadovoljavaju opšte potrebe, poput sistema za objavljivanje članaka, nekoliko različitih tipova oglasa, sistema za klasifikaciju i pretragu sadržaja, menadžment banera, statistiku ili automatsku izradu dinamičkih mapa sajta.

## Šabloni
HTML kod je baziran na CSS-u i u potpunosti je odvojen od jezgra. Time je omogućeno veb-dizajnerima da modifikuju postojeće i kreiraju nove teme bez poznavanja programiranja.
Šabloni su dizajnirani responsive design tehnikom, čime je postignut optimalan prikaz web aplikacije bez obzira na veličinu ekrana (desktop, laptop, webbook, tablet, smartphone)